# 青木悠介
青木 悠介（あおき ゆうすけ、1998年6月27日 - ）は、日本の俳優。

## 人物・来歴
2016年、第29回ジュノン・スーパーボーイ・コンテスト
ファイナリスト（【CHEERZ賞】受賞、当時は青木弥彦名義）に選ばれたのをきっかけに、芸能界デビューを果たす、当時はトップコート所属。
2017年、テレビドラマ『先に生まれただけの僕』で俳優デビュー。
2019年より古舘プロジェクト所属となる。

## 出演

### テレビドラマ
- 先に生まれただけの僕（2017年） - 杉田勇一 役
- 陸王（2017年）
- 仮面ライダージオウ 第1話（2018年9月2日） - 柔道部員 役
- 今日から俺は!!（2018年）
- ナンバMG5 第6話（2022年5月25日、フジテレビ）- ケルベロスメンバー 役

### 映画
- 春待つ僕ら（2018年）
- くらやみ祭の小川さん（2018年）- 祐輔 役

### 舞台
- batsu-gumi Vol.1 白バラの祈り THE WHITE ROSE（2020年8月9日 - 16日）
- グッドディスタンス－風吹く街の短篇集 第五章－「三つの味」（2021年7月14日〜19日）
- RANPO chronicle 妄想博覧会～カフェ・ド・ミラ－ジュ～（2021年11月25日〜28日）
- DOG’S（2023年2月17日～26日）
- 流れる雲よ2023 令和五年より愛を込めて（2023年7月28日～31日）- 神谷翔平 役

### CM
- コロナ対策CM「私たちで未来を守ろう」編（2021年[4]）

## 作品

### 配信シングル
| 発売日 | タイトル                | 歌 | 備考                                |
| ------ | ----------------------- | --- | ----------------------------------- |
|        | Shiny Go with a Smile！ | きらめきスマイル（樫尾篤紀/青木悠介/石岡快斗/毎熊宏介）、ときめきシャイニー（大岡泰三/白鳥聖也/山口雅司/金森啓斗） | 『スポきゅん！』テーマソング        |
|        | THANK YOU FOR           | きらめきスマイル（樫尾篤紀/青木悠介/石岡快斗/毎熊宏介）、ときめきシャイニー（大岡泰三/白鳥聖也/山口雅司/金森啓斗） | 『スポきゅん！』MKPスペシャルソング |

### 出版
- 電子写真集 第29回ジュノン・スーパーボーイ・コンテスト 青木弥彦 写真集